# Jigen Daisuke (film)
Pour plus de détails, voir Fiche technique et Distribution.
Jigen Daisuke (次元大介) est un film japonais réalisé par Hajime Hashimoto, sorti en 2023. Le film est centré sur le personnage de Daisuke Jigen de l'univers Lupin III.

## Synopsis
Le célèbre tireur Daisuke Jigen arrive au Japon pour faire réparer son pistolet auprès du meilleur armurier du monde.

## Fiche technique
- Titre : Jigen Daisuke
- Titre original : 次元大介
- Réalisation : Hajime Hashimoto
- Scénario : Yoshimasa Akamatsu d'après le manga Lupin III de Monkey Punch
- Musique : James Shimoji
- Photographie : Hironori Yamasaki
- Montage :
- Production : Kenichi Nakayama
- Société de production : Amazon Prime Video et TMS Entertainment
- Pays de production :  Japon et  États-Unis
- Genre : Action et aventure
- Durée : 120 minutes
- Dates de sortie : 
  - Amazon Prime Video : 13 octobre 2023

## Distribution
- Tetsuji Tamayama : Daisuke Jigen
- Mitsuko Kusabue : Chiharu Yaguchi
- Kotoka Maki : Oto
- Yōko Maki : Adel
- Masatoshi Nagase : Takeshi Kawashima
- Eugene Nomura : Shozo Inoda
- Akihiko Sai : Butcher
- Honami Satō : Ruri